# Feriae Marti
De Feriae Marti op 1 maart waren tot in de vroege Romeinse Republiek (449-ca. 300 v.Chr.) de nieuwjaarsfeesten ter ere van Mars. Op deze dag zouden de ancilia uit de hemel gevallen zijn. Er werden een optreden opgevoerd door de twee colleges van de Salii, die gewijd waren aan Mars en Quirinus.
Tezamen met de Feriae Marti werden de Matronalia ter ere van Iuno Lucina gevierd en het vuur van Vesta hernieuwd. Zodra dit vuur hernieuwd was werd het uitgedeeld onder de mensen om er hun privé-haarden mee aan te steken.

## Referentie
- H.H. Scullard, Festivals and Ceremonies of the Roman Republic (Aspects of Greek and Roman life), Londen, 1981, pp. 85-86, 88, 94. ISBN 0801414024